# الإضرابات العامة في إيران 2018
الإضرابات العامّة في إيران 2018 أو إضراب إيران 2018 هي سلسلة من الاحتجاجات التي وقعت في جميع أنحاء إيران ضد الوضع الاقتصادي المتردي في الجمهورية الإسلامية.

## الجدول الزمني

### أيار/مايو
بدأت الإضرابات العامّة الأولى في 22 أيار/مايو 2018 حينما أقدمَ سائقي الشاحنات على التوقف عن العمل في 160 مدينة ثم استمروا في إضرابهم لمدة عشرة أيام.

### نيسان/أبريل
بحلول 14 نيسان/أبريل من عام 2018؛ أضربَ أصحاب المحال التجارية في مدينة بانه عن العمل لمدة عشرين يومًا احتجاجًا على الوضع الاقتصادي المزري للبلد.

### 25 حزيران/يونيو
في 25 حزيران/يونيو 2018؛ أغلقت آلاف المحلات أبوابها في منطقة البازار في طهران احتجاجا على الوضع الاقتصادي الهزيل. تجمّع التجار في وقتٍ لاحق في العاصمة من أجل المطالبة بحقوقهم فتدخلت قوات الأمن لتفريقهم من خلال إطلاق الغاز المسيل للدموع. تسارعت وتيرة الاحتجاجات ضد الوضع الاقتصادي حيثُ شملت شهريار، كاراج، قشم، بندر عباس ثمّ مشهد ومناطقَ أخرى.

### 26 حزيران/يونيو
خرجَ الناس إلى شوارع العاصِمة طهران للمرة الثالثة على التوالي يوم 26 حزيران/يونيو كما بقيت العديد من المحلات التجارية في بازار طهران الكبير مغلقة حتّى إشعارٍ آخر. أظهرت أشرطة الفيديو التي تمّ تداولها بكثافة على وسائل التواصل الاجتماعي حشودًا من الناس في وسط طهران وهم يهتفون «الموت للديكتاتور» و«الموت من أجل فلسطين». قامت قوات الأمن بقمع المتظاهرين مرة أخرى كما ألقت القبض على عدد كبير منهم. نفس الاحتجاجات تكرّرت في مناطق أخرى ولو بشدّة أقل مثل ما حصلَ في كرمنشاه، آراك وتبريز.

### 27 حزيران/يونيو
استمرت الاحتجاجات لليوم الثالث على التوالي في طهران على الرغم من وجود أمني كثيف، في السياق نفسه أشارت وكالة رويترز للأنباء أنّ هذه الاحتجاجات هي «أكبر اضطراب تشهده إيران منذ بداية العام». حاولَ المرشد الإيراني الأعلى علي خامنئي مواجهة الاحتجاجات لأول مرة حيثُ دعا القضاء إلى معاقبة من يعطل الأمن الاقتصادي. اشتكى العديد من التجار المشاركين في الإضرابات في بازار طهران الكبير من انخفاض قيمة الريال الإيراني مما أجبرهم على وقفِ التداول.

### 28 حزيران/يونيو
ذكرت مصادر صحفيّة يوم 28 حزيران/يونيو أن التجار قد أغلقوا محلاتهم في مدينة آراك. رّد المدعي العام في طهران على كل هذا بالتأكيد على أن عددًا كبيرًا من المتظاهرين الذين تمّ اعتقالهم من المرجح أن يواجهوا محاكمة.

### أيلول / سبتمبر

#### الإضرابات الكردية (11 سبتمبر)
بحلول 11 أيلول/سبتمبر من نفس العام شرعَ أصحاب المحال التجارية في كردستان الإيرانية في إضرابٍ عام ليوم واحد وذلك ردًا على هجوم صاروخي من قبل قوات الحرس الثوري الإيراني على مقر الحزب الديمقراطي الكردستاني الإيراني. وردًا على هذا الإضراب أيضًا؛ ألقت قوات الأمن القبض على خمسة نشطاء أكراد.

#### إضرابات سائقي الشاحنات (22 أيلول/سبتمبر)
بحلول 22 أيلول/سبتمبر 2018؛ توقف المئات من سائقي الشاحنات وسطَ طرقات المدن الإيرانية إضرابًا ضد ارتفاع نفقات وظائفهم. استمَرّ الإضراب حتّى يوم 26 أيلول/سبتمبر وقد شمل كلا من الأهواز، قزوين، شاه رضا، بروجرد وأورميا. نفس الأمرر تكرر في محافظة فارس حيث أضربَ 40 إلى 70 سائقًا لللشاحنات عن العمل. انتشرت عدّة أخبار تُفيد بأنّ سائقي الشاحنات قد أعلنوا عن إضرابهم الكامل في 31 محافظة في جميع أنحاء البلاد. في الوقت ذاته؛ ذكرت السلطة القضائية أن المعتقلين قد يواجهون عقوبة الإعدام. واصل المتظاهرون إضرابهم حتى الأول من تشرين الأول/أكتوبر وذلك في كل من بوكان، خسروشاه، آراك، فولادشهر، نيسابور، تيران، تاكستان، كرمنشاه، سنندج، قزوين، كاراج، بندر عباس، أردبيل، دزفول، يزد ونجف آباد فيما بلغَ عدد المقبوض عليهم 156 شخصًا.

## معرض الصور

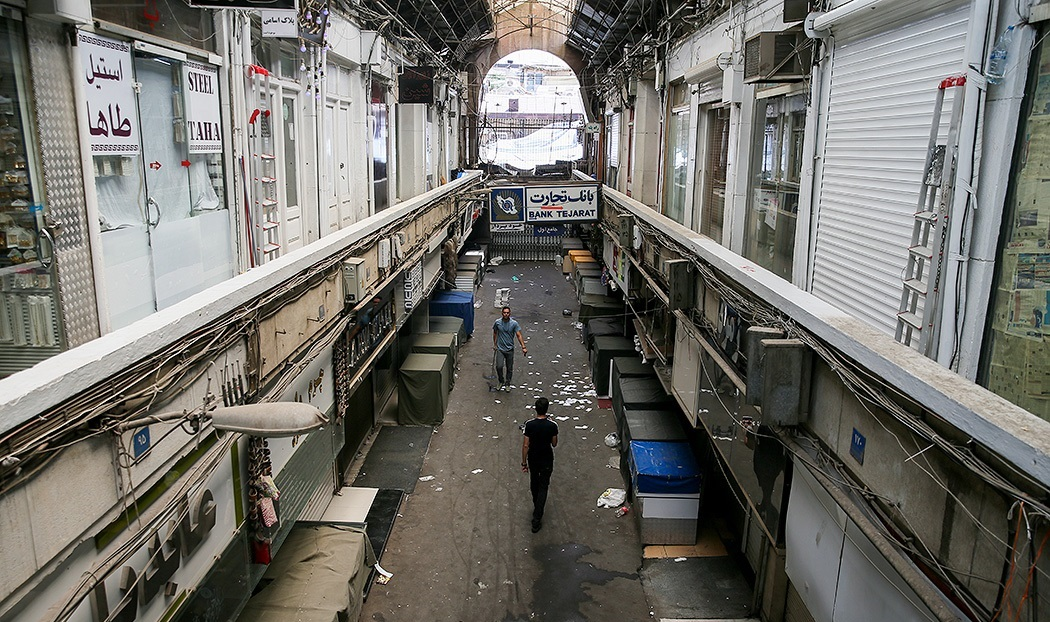
إغلاق المحلات التجارية في أول يوم من الإضرابات
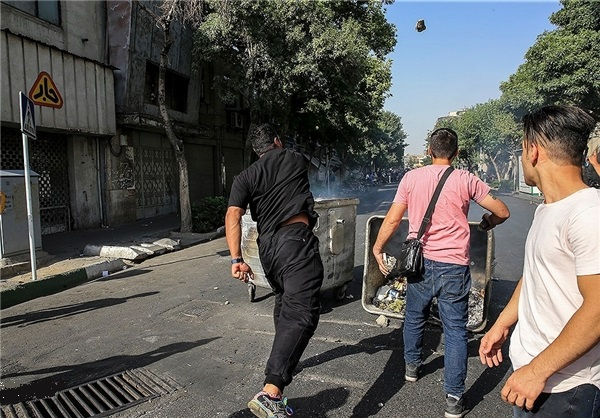
الاحتجاجات الشعبية وما تلاها من تدمير في الممتلكات يوم 25 يونيو/حزيران 2018
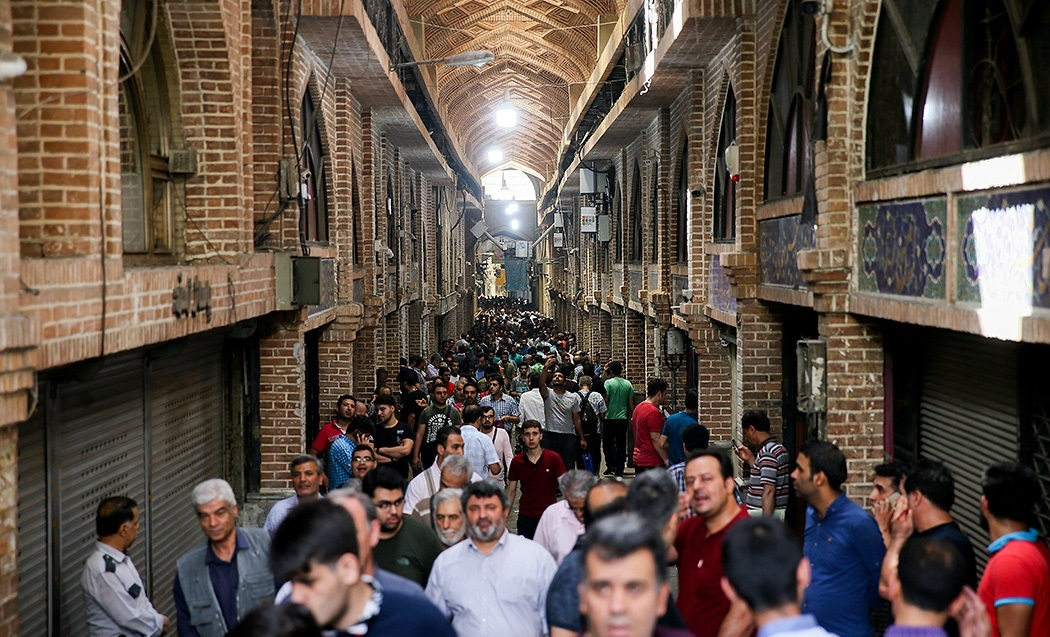
احتجاج حشدٍ غفير من الناس في بازار طهران الكبير
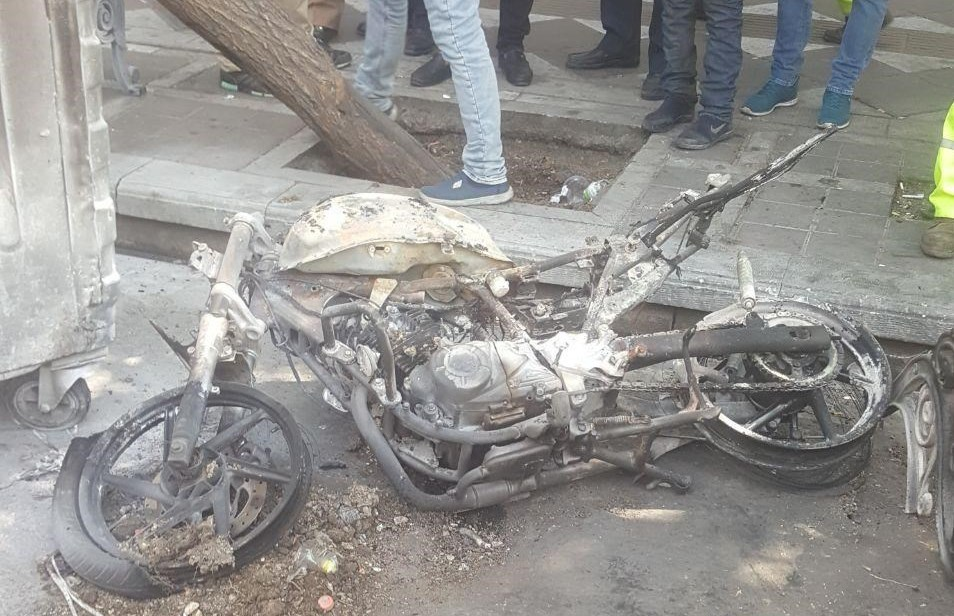
مخلّفات الاحتجاجات يوم 25 يونيو
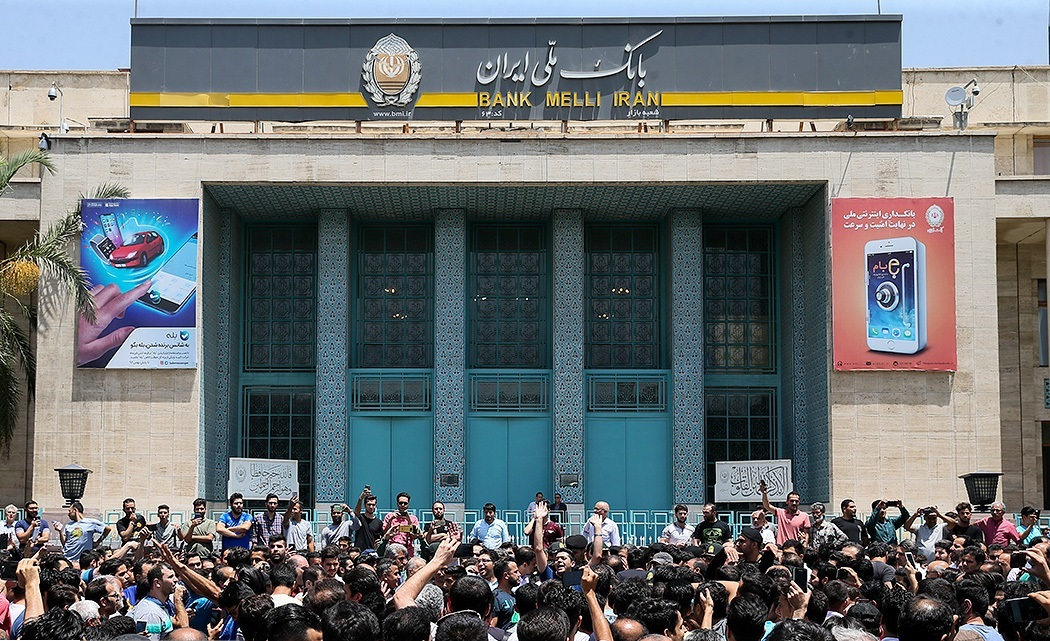
الاحتجاجات الشعبيّة على مقربة من أحد البنوك الإيرانيّة